# فايو (إله)
فايو (بالإنجليزية: Vayu)‏، المعروف أيضًا باسم فاتا وبافانا؛ هو إله قديم للريح أو روح الريح في الميثولوجيا الهندوسية. وهو الرسول الإلهي للآلهة. وفي الكتب الفيدية المقدسة، يعد فايو إلهًا مهمًا ويرتبط ارتباطًا وثيقًا بإندرا، ملك الآلهة. ويُذكر أنه ولد من أنفاس الكائن الأسمى فيشفابوروشا (Vishvapurusha) وأيضًا هو أول من شرب شراب السوما الطقوسي.
يمدحه نص الأوبانيشاد باعتباره برانا أو "نَفَس الحياة في العالم". وفي الكتب المقدسة الهندوسية اللاحقة، وُصِفَ بأنه ديكبالا (أحد حراس الاتجاه)، الذي ينظر إلى الاتجاه الشمالي الغربي. وتصفه الملاحم الهندوسية بأنه والد الإله هانومان وبهيما.
ويعتقد أتباع القديس مادفا في القرن الثالث عشر أن معلمهم هو تجسيد لفايو. ويعبدون إله الريح باسم موخيبرانا ويعتبرونه ابن الإله فيشنو.

## المعاني الضمنية
تعد كلمة الهواء (vāyu) أو الريح (pavana) أحد العناصر الكلاسيكية في الهندوسية. الكلمة السنسكريتية فاتا تعني حرفيًا "ينفخ"؛ وVāyu، "النافخ" وPrāna، "التنفس" (أي نفس الحياة). ومن ثم، فإن الدلالة الأساسية للكلمة هي "إله الحياة"، والذي يُشار إليه أحيانًا للتوضيح باسم (Mukhya-Vāyu) رئيس قوة الحياة أو القوة الحيوية.
في بعض الأحيان يتم استخدام كلمة vāyu، والتي تستخدم بشكل عام بمعنى الهواء المادي أو الرياح، كمرادف لكلمة برانا. وفاتا، وهو اسم إضافي للإله فايو، هو أصل فاتافارانام، وهو المصطلح السنسكريتي والهندي الذي يعني "الجو، الهواء".

## النصوص والفلسفة الهندوسية
في ريجفيدا، يرتبط فايو بالرياح، حيث يوصف الماروت بأنهم ولدوا من بطن فايو. فايو هو أيضا أول إله يتلقى سوما في الطقوس، ثم يشارك هو وإندرا كأس الشراب الأولى معًا.
في الترانيم، يوصف فايو بأنه يتمتع "بجمال استثنائي" ويتحرك بشكل صاخب في عربته اللامعة، التي يقودها اثنان أو تسعة وأربعون أو ألف حصان أبيض وأرجواني. والراية البيضاء هي علامته الرئيسة والمميزة له. ومثل آلهة الجو الأخرى، فهو "مقاتل ومدمر"، "قوي وبطولي".
في الأوبانشاد، هناك العديد من الأمثلة والصور الواصفة لعظمة فايو. يقول نص بريهادارانياكا أوبانيشاد أن الآلهة الذين يتحكمون في وظائف الجسم انخرطوا ذات مرة في مسابقة لتحديد من هو الأعظم بينهم. فعندما يغادر إله مثل إله الرؤية جسم الإنسان، يستمر هذا الإنسان في الحياة، ولكن كرجل أعمى، ويستعيد القدرة المفقودة عندما يعود الإله الضال إلى موقعه. تناوبت الآلهة على مغادرة الجسد واحدًا تلو الآخر، لكن الرجل استمر في العيش، على الرغم من إعاقته بطرق مختلفة. أخيرًا، عندما بدأ موخيا برانا في مغادرة الجسد، بدأ سحب جميع الآلهة الأخرى من مواقعها بالقوة، "تمامًا كما يقوم حصان قوي بنزع الأوتاد من الأرض التي كان مقيدًا بها". أدى هذا إلى إدراك الآلهة الأخرى أنهم لا يستطيعون العمل إلا عندما يتم تمكينهم من قبل فايو، والذي يمكن أن يتغلب عليهم بسهولة. في حلقة أخرى، يقال إن فايو هو الإله الوحيد الذي لم يصبه شياطين الخطيئة الذين كانوا في الهجوم. هذا فايو هو "موخيا برانا فايو". يقول تشاندوجيا أوبانيشاد أنه لا يمكن للمرء أن يعرف براهمان إلا من خلال معرفة فايو باسم (udgitha) (مقطع المانترا أوم).

## الآفاتارات
يقول عالم الهنديات الأمريكي فيليب لوتجندورف، "وفقًا لمادهفا، كلما تجسد فيشنو على الأرض، يرافقه موخيا برانا/فايو ويساعده في عمله في الحفاظ على دارما." علاوة على ذلك، بما أن الإله نفسه لا يظهر على الأرض حتى نهاية عصر كالي، فإن فايو/مادفا المتجسد خلال هذه الفترة هو "الوسيلة" الوحيدة لجلب النفوس إلى الخلاص.